# Llista de topònims de Rabós
Llista de topònims (noms propis de lloc) del municipi de Rabós, a l'Alt Empordà
Informació actualitzada per un bot. Els canvis manuals es perdran quan s'actualitzi!

## cabana
| imatge | Nom                  | Ubicat a | instància de | Detalls | coordenades                                                         | Protecció | Commons (més fotos) | Dades a WD                    |
| ------ | -------------------- | -------- | ------------ | ------- | ------------------------------------------------------------------- | --------- | ------------------- | ----------------------------- |
|        | Corral Morassegues   | Rabós    | cabana       |         | 42° 23′ 30″ N, 3° 03′ 56″ E / 42.3916748553101°N,3.06546158487576°E |           |                     | Modifica les dades a Wikidata |
|        | Mas d'en Coll        | Rabós    | cabana       |         | 42° 25′ 12″ N, 3° 02′ 54″ E / 42.4199892474714°N,3.04846190313601°E |           |                     | Modifica les dades a Wikidata |
|        | barraca d'en Soler   | Rabós    | cabana       |         | 42° 22′ 36″ N, 3° 02′ 53″ E / 42.3767874728437°N,3.04799139294804°E |           |                     | Modifica les dades a Wikidata |
|        | barraca del Pont     | Rabós    | cabana       |         | 42° 22′ 42″ N, 3° 01′ 49″ E / 42.3783875670496°N,3.03037952967495°E |           |                     | Modifica les dades a Wikidata |
|        | corral d'en Castelló | Rabós    | cabana       |         | 42° 23′ 53″ N, 3° 04′ 17″ E / 42.3981736310071°N,3.07147081835714°E |           |                     | Modifica les dades a Wikidata |
|        | corral d'en Garriga  | Rabós    | cabana       |         | 42° 21′ 48″ N, 3° 02′ 46″ E / 42.3632881434953°N,3.0460623589328°E  |           |                     | Modifica les dades a Wikidata |
|        | corral d'en Navarra  | Rabós    | cabana       |         | 42° 24′ 12″ N, 3° 02′ 36″ E / 42.4034562228227°N,3.04340618544118°E |           |                     | Modifica les dades a Wikidata |
|        | corral d'en Roquer   | Rabós    | cabana       |         | 42° 23′ 21″ N, 3° 03′ 22″ E / 42.3891040557054°N,3.05616491449967°E |           |                     | Modifica les dades a Wikidata |
|        | corral de Sant Quirc | Rabós    | cabana       |         | 42° 25′ 03″ N, 3° 03′ 34″ E / 42.4173902837145°N,3.0595690940618°E  |           |                     | Modifica les dades a Wikidata |
|        | corral de les Cabres | Rabós    | cabana       |         | 42° 24′ 15″ N, 3° 03′ 13″ E / 42.4042894414224°N,3.05366300403257°E |           |                     | Modifica les dades a Wikidata |
|        | corral del Marc      | Rabós    | cabana       |         | 42° 24′ 58″ N, 3° 04′ 01″ E / 42.4162154532658°N,3.06690914923646°E |           |                     | Modifica les dades a Wikidata |

## casa
| imatge | Nom                                 | Ubicat a | instància de | Detalls                                  | coordenades                                                                             | Protecció                                  | Commons (més fotos)                         | Dades a WD                    |
| ------ | ----------------------------------- | -------- | ------------ | ---------------------------------------- | --------------------------------------------------------------------------------------- | ------------------------------------------ | ------------------------------------------- | ----------------------------- |
|        | Carrer de l'Església, 4 i 6         | Rabós    | casa         | Estil: arquitectura popular              | 42° 22′ 42″ N, 3° 01′ 42″ E / 42.37835°N,3.028379°E                                     | bé integrant del patrimoni cultural català | Carrer de l'Església, 4 i 6 (Rabós)         | Modifica les dades a Wikidata |
|        | Carrer del Pont (Rabós)             | Rabós    | casa         | Estil: arquitectura popular              | 42° 22′ 43″ N, 3° 01′ 46″ E / 42.3787°N,3.02934°E                                       | bé integrant del patrimoni cultural català | Carrer del Pont (Rabós)                     | Modifica les dades a Wikidata |
|        | casa al carrer Costa d'en Vinyes, 2 | Rabós    | casa         | Estil: arquitectura popular 18th century | 42° 22′ 42″ N, 3° 01′ 43″ E / 42.378449°N,3.028562°E ca:C. Costa d'en Vinyes, 2 94 msnm | bé integrant del patrimoni cultural català | Casa al carrer Costa d'en Vinyes, 2 (Rabós) | Modifica les dades a Wikidata |

## collada
| imatge | Nom               | Ubicat a                    | instància de             | Detalls | coordenades                                                                  | Protecció | Commons (més fotos) | Dades a WD                    |
| ------ | ----------------- | --------------------------- | ------------------------ | ------- | ---------------------------------------------------------------------------- | --------- | ------------------- | ----------------------------- |
|        | Coll d'en Barret  | Rabós Banyuls de la Marenda | collada                  |         | 42° 27′ 14″ N, 3° 03′ 05″ E / 42.453986°N,3.051264°E                         |           |                     | Modifica les dades a Wikidata |
|        | Coll de Banyuls   | Banyuls de la Marenda Rabós | collada port de muntanya |         | 42° 27′ 00″ N, 3° 03′ 15″ E / 42.450063888889°N,3.0541°E 361 356 msnm        |           | Col de Banyuls      | Modifica les dades a Wikidata |
|        | Coll de les Eres  | Banyuls de la Marenda Rabós | collada                  |         | 42° 27′ 51″ N, 3° 02′ 39″ E / 42.4642°N,3.0443°E                             |           |                     | Modifica les dades a Wikidata |
|        | Coll del Llop     | Banyuls de la Marenda Rabós | collada                  |         | 42° 26′ 30″ N, 3° 04′ 01″ E / 42.441558°N,3.067039°E                         |           |                     | Modifica les dades a Wikidata |
|        | Coll del Teixó    | Banyuls de la Marenda Rabós | collada                  |         | 42° 25′ 38″ N, 3° 05′ 00″ E / 42.427356°N,3.0832°E                           |           |                     | Modifica les dades a Wikidata |
|        | Coll del Torn     | Banyuls de la Marenda Rabós | collada                  |         | 42° 26′ 00″ N, 3° 04′ 40″ E / 42.43347°N,3.0778°E                            |           |                     | Modifica les dades a Wikidata |
|        | Coll dels Sabencs | Rabós Banyuls de la Marenda | collada                  |         | 42° 26′ 41″ N, 3° 03′ 40″ E / 42.444825°N,3.060994°E                         |           |                     | Modifica les dades a Wikidata |
|        | Creu de Fonollar  | Rabós                       | collada                  |         | 42° 24′ 01″ N, 3° 02′ 49″ E / 42.4003927538406°N,3.04700082799692°E 177 msnm |           |                     | Modifica les dades a Wikidata |

## dolmen
| imatge | Nom                                  | Ubicat a | instància de | Detalls | coordenades | Protecció                                  | Commons (més fotos)                  | Dades a WD                    |
| ------ | ------------------------------------ | -------- | ------------ | ------- | --- | ------------------------------------------ | ------------------------------------ | ----------------------------- |
|        | dolmen de Dofines                    | Rabós    | dolmen       |         | 42° 24′ 18″ N, 3° 04′ 36″ E / 42.40496667°N,3.07676389°E 475 msnm                                                             | bé integrant del patrimoni cultural català | Dolmen de Dofines                    | Modifica les dades a Wikidata |
|        | dolmen de la Coma de Felis           | Rabós    | dolmen       |         | 42° 24′ 02″ N, 3° 02′ 03″ E / 42.40045°N,3.034228°E                                                                           | bé integrant del patrimoni cultural català |                                      | Modifica les dades a Wikidata |
|        | dolmen de les Comes Llobes dels Pils | Rabós    | dolmen       |         | 42° 26′ 06″ N, 3° 03′ 03″ E / 42.434882°N,3.0508°E ca:Pista que va del Mas Pils al monestir de Sant Quirze de Colera 305 msnm | bé integrant del patrimoni cultural català | Dolmen de les Comes Llobes dels Pils | Modifica les dades a Wikidata |
|        | dolmen del Solar d'en Gibert         | Rabós    | dolmen       |         | 42° 25′ 35″ N, 3° 02′ 21″ E / 42.42644722°N,3.03917778°E 380 msnm                                                             | bé integrant del patrimoni cultural català | Dolmen de Gibert (Rabós)             | Modifica les dades a Wikidata |

## entitat singular de població
| imatge | Nom    | Ubicat a | instància de                                                                   | Detalls | coordenades                                                      | Protecció | Commons (més fotos) | Dades a WD                    |
| ------ | ------ | -------- | ------------------------------------------------------------------------------ | ------- | ---------------------------------------------------------------- | --------- | ------------------- | ----------------------------- |
|        | Delfià | Rabós    | entitat singular de població ens local històric de Catalunya                   | 40 hab  | 42° 21′ 35″ N, 3° 02′ 02″ E / 42.35972222°N,3.03388889°E 83 msnm |           |                     | Modifica les dades a Wikidata |
|        | Rabós  | Rabós    | entitat singular de població ens local històric de Catalunya capital municipal | 199 hab | 42° 22′ 44″ N, 3° 01′ 42″ E / 42.3789°N,3.02828°E 103 msnm       |           |                     | Modifica les dades a Wikidata |

## església
| imatge | Nom                          | Ubicat a | instància de      | Detalls                                                     | coordenades                                                                                         | Protecció                                            | Commons (més fotos)               | Dades a WD                    |
| ------ | ---------------------------- | -------- | ----------------- | ----------------------------------------------------------- | --------------------------------------------------------------------------------------------------- | ---------------------------------------------------- | --------------------------------- | ----------------------------- |
|        | Sant Julià i Santa Basilissa | Rabós    | església          | Estil: arquitectura romànica                                | 42° 22′ 44″ N, 3° 01′ 43″ E / 42.379°N,3.02861°E 105 msnm                                           | bé integrant del patrimoni cultural català           | Sant Julià de Rabós               | Modifica les dades a Wikidata |
|        | Sant Quirc i Santa Julita    | Rabós    | església capella  |                                                             | 42° 23′ 35″ N, 3° 02′ 39″ E / 42.3930629724429°N,3.0441401598136°E                                  |                                                      |                                   | Modifica les dades a Wikidata |
|        | Sant Quirze de Colera        | Rabós    | església monestir | Estil: art preromànic                                       | 42° 24′ 59″ N, 3° 03′ 32″ E / 42.416274°N,3.058945°E                                                | bé d'interès cultural bé cultural d'interès nacional | Monestir de Sant Quirze de Colera | Modifica les dades a Wikidata |
|        | Sant Romà de Delfià          | Rabós    | església          | Estil: arquitectura romànica                                | 42° 21′ 20″ N, 3° 01′ 56″ E / 42.3555°N,3.03235°E ca:Camí que surt del nucli de Delfià              | bé integrant del patrimoni cultural català           | Sant Romà de Delfià               | Modifica les dades a Wikidata |
|        | Santa Maria de Colera        | Rabós    | església          | Estil: arquitectura romànica 1123 Anomenat per: Verge Maria | 42° 24′ 58″ N, 3° 03′ 28″ E / 42.41615°N,3.05771944°E ca:Camí de Sant Quirze, des de Rabós 175 msnm |                                                      | Santa Maria de Colera             | Modifica les dades a Wikidata |

## masia
| imatge | Nom                     | Ubicat a | instància de | Detalls       | coordenades                                                         | Protecció | Commons (més fotos) | Dades a WD                    |
| ------ | ----------------------- | -------- | ------------ | ------------- | ------------------------------------------------------------------- | --------- | ------------------- | ----------------------------- |
|        | Can Canonges            | Rabós    | masia        |               | 42° 21′ 23″ N, 3° 01′ 56″ E / 42.3562500791954°N,3.03228740980394°E |           |                     | Modifica les dades a Wikidata |
|        | Can Costoja             | Rabós    | masia        |               | 42° 21′ 06″ N, 3° 02′ 33″ E / 42.3516626894527°N,3.04236276054773°E |           |                     | Modifica les dades a Wikidata |
|        | Can Tripaire            | Rabós    | masia        |               | 42° 21′ 53″ N, 3° 02′ 22″ E / 42.3648486569522°N,3.03946911989576°E |           |                     | Modifica les dades a Wikidata |
|        | Mas Fils                | Rabós    | masia        |               | 42° 21′ 40″ N, 3° 01′ 03″ E / 42.3610445234508°N,3.01758395026004°E |           |                     | Modifica les dades a Wikidata |
|        | Mas Frigola             | Rabós    | masia        |               | 42° 21′ 14″ N, 3° 01′ 10″ E / 42.3539654030249°N,3.01957330561349°E |           |                     | Modifica les dades a Wikidata |
|        | Mas Mallol              | Rabós    | masia        |               | 42° 24′ 05″ N, 3° 03′ 18″ E / 42.40144167°N,3.05511389°E            |           |                     | Modifica les dades a Wikidata |
|        | Mas Pils                | Rabós    | masia        | Estat: ruïnós | 42° 26′ 24″ N, 3° 02′ 39″ E / 42.43999167°N,3.04426667°E            |           | Mas Pils            | Modifica les dades a Wikidata |
|        | Mas Poc                 | Rabós    | masia        |               | 42° 21′ 37″ N, 3° 01′ 21″ E / 42.360269127288°N,3.02256255376835°E  |           |                     | Modifica les dades a Wikidata |
|        | Mas Roquer              | Rabós    | masia        |               | 42° 23′ 25″ N, 3° 02′ 54″ E / 42.3901703253571°N,3.04836606311373°E |           |                     | Modifica les dades a Wikidata |
|        | Mas Sigaler             | Rabós    | masia        |               | 42° 22′ 31″ N, 3° 01′ 34″ E / 42.375191472601°N,3.02606603955824°E  |           |                     | Modifica les dades a Wikidata |
|        | Mas de Baix             | Rabós    | masia        |               | 42° 23′ 19″ N, 3° 02′ 57″ E / 42.3887289744299°N,3.04926397862542°E |           |                     | Modifica les dades a Wikidata |
|        | Mas del Puig            | Rabós    | masia        |               | 42° 22′ 34″ N, 3° 02′ 01″ E / 42.3761351865141°N,3.0334758063595°E  |           |                     | Modifica les dades a Wikidata |
|        | Mas del Sitjar          | Rabós    | masia        |               | 42° 23′ 32″ N, 3° 02′ 02″ E / 42.3921118244635°N,3.03387308227592°E |           |                     | Modifica les dades a Wikidata |
|        | el Casal                | Rabós    | masia        |               | 42° 23′ 09″ N, 3° 02′ 05″ E / 42.3857533368129°N,3.03458641779814°E |           |                     | Modifica les dades a Wikidata |
|        | el Casalot              | Rabós    | masia        |               | 42° 22′ 46″ N, 3° 01′ 45″ E / 42.3793425165814°N,3.02920171769853°E |           |                     | Modifica les dades a Wikidata |
|        | el Mas Nou              | Rabós    | masia        |               | 42° 21′ 49″ N, 3° 00′ 51″ E / 42.363557687926°N,3.01424502464531°E  |           |                     | Modifica les dades a Wikidata |
|        | la Fàbrica de les Pipes | Rabós    | masia        |               | 42° 22′ 43″ N, 3° 01′ 47″ E / 42.3786759615122°N,3.02961440714819°E |           |                     | Modifica les dades a Wikidata |

## menhir
| imatge | Nom                   | Ubicat a | instància de | Detalls | coordenades                                                         | Protecció                                  | Commons (més fotos)  | Dades a WD                    |
| ------ | --------------------- | -------- | ------------ | ------- | ------------------------------------------------------------------- | ------------------------------------------ | -------------------- | ----------------------------- |
|        | Menhir del Mas Roquer | Rabós    | menhir       |         | 42° 23′ 26″ N, 3° 03′ 23″ E / 42.3905178622122°N,3.05645775791976°E |                                            |                      | Modifica les dades a Wikidata |
|        | Menhir del Mas Roqué  | Rabós    | menhir       |         | 42° 24′ 10″ N, 3° 02′ 51″ E / 42.402639°N,3.047605°E                | bé integrant del patrimoni cultural català | Menhir del Mas Roqué | Modifica les dades a Wikidata |
|        | menhir del Mas Noguer | Rabós    | menhir       |         | 42° 23′ 08″ N, 3° 03′ 21″ E / 42.385655488362°N,3.0559635983739°E   |                                            |                      | Modifica les dades a Wikidata |

## molí d'aigua
| imatge | Nom             | Ubicat a | instància de | Detalls                     | coordenades                                                         | Protecció                                  | Commons (més fotos)  | Dades a WD                    |
| ------ | --------------- | -------- | ------------ | --------------------------- | ------------------------------------------------------------------- | ------------------------------------------ | -------------------- | ----------------------------- |
|        | Can Manyana     | Rabós    | molí d'aigua | Estil: arquitectura popular | 42° 22′ 44″ N, 3° 01′ 47″ E / 42.379°N,3.02981°E                    | bé integrant del patrimoni cultural català | Can Manyana (Rabós)  | Modifica les dades a Wikidata |
|        | Molí d'en Soler | Rabós    | molí d'aigua |                             | 42° 22′ 20″ N, 3° 02′ 04″ E / 42.3723073088665°N,3.03446972761313°E |                                            |                      | Modifica les dades a Wikidata |
|        | Molí de Delfià  | Rabós    | molí d'aigua |                             | 42° 21′ 46″ N, 3° 01′ 32″ E / 42.3627632002829°N,3.02550228030488°E |                                            |                      | Modifica les dades a Wikidata |
|        | Molí del Mig    | Rabós    | molí d'aigua | Estil: arquitectura popular | 42° 22′ 43″ N, 3° 01′ 46″ E / 42.378701°N,3.029527°E                | bé integrant del patrimoni cultural català | Molí del Mig (Rabós) | Modifica les dades a Wikidata |

## muntanya
| imatge | Nom                        | Ubicat a                            | instància de | Detalls | coordenades                                                            | Protecció | Commons (més fotos) | Dades a WD                    |
| ------ | -------------------------- | ----------------------------------- | ------------ | ------- | ---------------------------------------------------------------------- | --------- | ------------------- | ----------------------------- |
|        | Montagut                   | Rabós                               | muntanya     |         | 42° 24′ 37″ N, 3° 01′ 39″ E / 42.41034167°N,3.02740833°E 302.1 msnm    |           |                     | Modifica les dades a Wikidata |
|        | Pic de la Jaça de l'Home   | Espolla Rabós                       | muntanya     |         | 42° 26′ 43″ N, 3° 02′ 10″ E / 42.4454°N,3.03610306°E 412.2 msnm        |           |                     | Modifica les dades a Wikidata |
|        | Puig Bonic                 | Rabós                               | muntanya     |         | 42° 25′ 43″ N, 3° 03′ 36″ E / 42.42866944°N,3.06008333°E 494.9 msnm    |           |                     | Modifica les dades a Wikidata |
|        | Puig Pedrós                | Rabós                               | muntanya     |         | 42° 22′ 07″ N, 3° 01′ 05″ E / 42.36856917°N,3.01795528°E 107.8 msnm    |           |                     | Modifica les dades a Wikidata |
|        | Puig d'en Cases            | Rabós                               | muntanya     |         | 42° 24′ 14″ N, 3° 01′ 56″ E / 42.40395556°N,3.0323°E 294.2 msnm        |           |                     | Modifica les dades a Wikidata |
|        | Puig d'en Jordà            | Banyuls de la Marenda Rabós         | muntanya     |         | 42° 25′ 40″ N, 3° 04′ 55″ E / 42.427758°N,3.08205°E 754 msnm           |           | Puig d'en Jordà     | Modifica les dades a Wikidata |
|        | Puig d'en Jordà            | Rabós Banyuls de la Marenda         | muntanya     |         | 42° 25′ 45″ N, 3° 04′ 52″ E / 42.4291°N,3.08124°E                      |           |                     | Modifica les dades a Wikidata |
|        | Puig de Barret             | Rabós Banyuls de la Marenda         | muntanya     |         | 42° 27′ 11″ N, 3° 03′ 05″ E / 42.453111°N,3.051472°E 488.6 msnm        |           |                     | Modifica les dades a Wikidata |
|        | Puig de la Calma           | Banyuls de la Marenda Rabós         | muntanya cim |         | 42° 26′ 09″ N, 3° 04′ 12″ E / 42.4357425°N,3.06997222°E 717.8 604 msnm |           |                     | Modifica les dades a Wikidata |
|        | Puig de la Torre           | Rabós                               | muntanya     |         | 42° 23′ 03″ N, 3° 01′ 46″ E / 42.38419861°N,3.02936667°E 159.1 msnm    |           |                     | Modifica les dades a Wikidata |
|        | Puig de les Barbes del Boc | Colera Rabós                        | muntanya     |         | 42° 25′ 26″ N, 3° 05′ 13″ E / 42.423965°N,3.087011°E 721 msnm          |           |                     | Modifica les dades a Wikidata |
|        | Puig de les Eres           | Banyuls de la Marenda Espolla Rabós | muntanya     |         | 42° 27′ 42″ N, 3° 02′ 45″ E / 42.46152778°N,3.04588333°E 698 msnm      |           |                     | Modifica les dades a Wikidata |
|        | Puig de les Forques        | Rabós                               | muntanya     |         | 42° 26′ 45″ N, 3° 03′ 29″ E / 42.44583333°N,3.05815556°E 404.1 msnm    |           |                     | Modifica les dades a Wikidata |
|        | Puig de les Guilles        | Rabós                               | muntanya     |         | 42° 23′ 35″ N, 3° 03′ 45″ E / 42.39301111°N,3.06247222°E 205.8 msnm    |           |                     | Modifica les dades a Wikidata |
|        | Puig del Migdia            | Rabós                               | muntanya     |         | 42° 25′ 55″ N, 3° 02′ 42″ E / 42.43202778°N,3.04494722°E 377.2 msnm    |           |                     | Modifica les dades a Wikidata |
|        | Puig del Roure             | Rabós Llançà                        | muntanya     |         | 42° 23′ 46″ N, 3° 04′ 38″ E / 42.39618611°N,3.07726667°E 391.2 msnm    |           |                     | Modifica les dades a Wikidata |
|        | Puig del Torn              | Rabós Banyuls de la Marenda         | muntanya cim |         | 42° 26′ 07″ N, 3° 04′ 36″ E / 42.43539167°N,3.07653889°E 663.3 msnm    |           |                     | Modifica les dades a Wikidata |
|        | Puig dels Estanys          | Vilamaniscle Rabós                  | muntanya     |         | 42° 23′ 14″ N, 3° 03′ 57″ E / 42.3873°N,3.06581°E 214.3 msnm           |           |                     | Modifica les dades a Wikidata |
|        | Roques Blanques            | Rabós                               | muntanya     |         | 42° 25′ 06″ N, 3° 04′ 37″ E / 42.4183°N,3.07688°E 591.7 msnm           |           |                     | Modifica les dades a Wikidata |
|        | Turó de Pardells           | Rabós                               | muntanya     |         | 42° 22′ 46″ N, 3° 02′ 26″ E / 42.3795°N,3.04052°E 117.8 msnm           |           |                     | Modifica les dades a Wikidata |
|        | les Barbes del Boc         | Rabós Colera                        | muntanya     |         | 42° 25′ 22″ N, 3° 05′ 13″ E / 42.4227°N,3.08708°E                      |           |                     | Modifica les dades a Wikidata |
|        | les Orelles de la Mula     | Colera Rabós                        | muntanya     |         | 42° 25′ 17″ N, 3° 05′ 12″ E / 42.42149722°N,3.08664167°E 688.7 msnm    |           |                     | Modifica les dades a Wikidata |

## pont
| imatge | Nom                    | Ubicat a | instància de | Detalls                     | coordenades                                                                                           | Protecció                                  | Commons (més fotos) | Dades a WD                    |
| ------ | ---------------------- | -------- | ------------ | --------------------------- | --- | ------------------------------------------ | ------------------- | ----------------------------- |
|        | Pas de la Casa de Baix | Rabós    | pont         |                             | 42° 23′ 15″ N, 3° 03′ 08″ E / 42.3873857826281°N,3.05217861332926°E                                   |                                            |                     | Modifica les dades a Wikidata |
|        | Pas de la Closa        | Rabós    | pont         |                             | 42° 23′ 57″ N, 3° 01′ 25″ E / 42.3990580702387°N,3.02354851990271°E                                   |                                            |                     | Modifica les dades a Wikidata |
|        | Pas de la Figuerassa   | Rabós    | pont         |                             | 42° 25′ 06″ N, 3° 01′ 35″ E / 42.4182853013254°N,3.0264363647799°E                                    |                                            |                     | Modifica les dades a Wikidata |
|        | Pas dels Pils          | Rabós    | pont         |                             | 42° 24′ 27″ N, 3° 03′ 05″ E / 42.407604759452°N,3.05125961726397°E                                    |                                            |                     | Modifica les dades a Wikidata |
|        | pont de Rabós          | Rabós    | pont         | Estil: arquitectura popular | 42° 22′ 44″ N, 3° 01′ 48″ E / 42.3788°N,3.03007°E ca:Damunt la riera de l'Orlina, a llevant del poble | bé integrant del patrimoni cultural català | Pont de Rabós       | Modifica les dades a Wikidata |

## serra
| imatge | Nom                | Ubicat a           | instància de | Detalls | coordenades                                                         | Protecció | Commons (més fotos) | Dades a WD                    |
| ------ | ------------------ | ------------------ | ------------ | ------- | ------------------------------------------------------------------- | --------- | ------------------- | ----------------------------- |
|        | Serra d'en Gibert  | Rabós              | serra        |         | 42° 25′ 12″ N, 3° 02′ 28″ E / 42.42005833°N,3.041025°E 398.4 msnm   |           |                     | Modifica les dades a Wikidata |
|        | muntanya dels Pils | Espolla Rabós      | serra        |         | 42° 26′ 20″ N, 3° 01′ 50″ E / 42.4388°N,3.03063°E 412.2 msnm        |           |                     | Modifica les dades a Wikidata |
|        | serra del Mal Bosc | Rabós Vilamaniscle | serra        |         | 42° 23′ 26″ N, 3° 04′ 17″ E / 42.39062778°N,3.07129444°E 391.2 msnm |           |                     | Modifica les dades a Wikidata |

## Misc
| imatge | Nom                          | Ubicat a                                                                                                  | instància de                                  | Detalls                        | coordenades                                                                                              | Protecció                                  | Commons (més fotos)          | Dades a WD                    |
| ------ | ---------------------------- | --- | --------------------------------------------- | ------------------------------ | --- | ------------------------------------------ | ---------------------------- | ----------------------------- |
|        | Massís de l'Albera           | Vilamaniscle Cantallops Colera Espolla Garriguella la Jonquera Llançà Portbou Rabós Sant Climent Sescebes | Pla d'Espais d'Interès Natural àrea protegida | 1992 Superfície: 16378.90093ha | |                                            |                              | Modifica les dades a Wikidata |
|        | Obertures del nucli de Rabós | Rabós | edifici                                       | Estil: arquitectura popular    | 42° 22′ 43″ N, 3° 01′ 42″ E / 42.378737°N,3.028288°E                                                     | bé integrant del patrimoni cultural català | Obertures del nucli de Rabós | Modifica les dades a Wikidata |
|        | Orlina                       | Rabós Espolla Peralada Mollet de Peralada                                                                 | curs d'aigua                                  | Desemboca: Llobregat d'Empordà | 42° 28′ 24″ N, 3° 02′ 14″ E / 42.473212°N,3.037326°E 42° 18′ 17″ N, 3° 00′ 28″ E / 42.304852°N,3.00781°E |                                            | L'Orlina                     | Modifica les dades a Wikidata |
|        | Rajoleria de Delfià          | Rabós | teuleria                                      | Estil: arquitectura popular    | 42° 21′ 22″ N, 3° 01′ 45″ E / 42.356136°N,3.02928°E ca:A pocs metres de Sant Romà de Delfià              | bé integrant del patrimoni cultural català |                              | Modifica les dades a Wikidata |
|        | Sant Quirc de Colera         | Rabós | nucli de població                             |                                | 42° 23′ 34″ N, 3° 02′ 39″ E / 42.392756°N,3.044118°E                                                     |                                            |                              | Modifica les dades a Wikidata |
|        | Sant Quirze de Colera        | Rabós | disseminat ens local històric de Catalunya    |                                | 42° 24′ 59″ N, 3° 03′ 32″ E / 42.416274°N,3.058945°E                                                     |                                            |                              | Modifica les dades a Wikidata |
|        | casa consistorial de Rabós   | Rabós | casa consistorial                             |                                | 42° 22′ 45″ N, 3° 01′ 41″ E / 42.3790545°N,3.0281718°E                                                   |                                            |                              | Modifica les dades a Wikidata |
|        | font de Pi Castellar         | Rabós | font                                          |                                | 42° 26′ 02″ N, 3° 01′ 52″ E / 42.4339905884399°N,3.03109935757483°E                                      |                                            |                              | Modifica les dades a Wikidata |